# Киловог
Килово́г (англ. Kilowog) — персонаж вселенной DC Comics, один из самых известных членов Корпуса Зелёных Фонарей.

## Биография
Киловог известен как член Корпуса Зелёных Фонарей, как основной тренер новобранцев Корпуса. Стражи Вселенной приняли его в Корпус как одарённого техника с планеты Боловакс Вик, расположенной в секторе 674, который вверен ему в качестве поднадзорного. Киловога тренировал Фонарь по имени Эрми, который часто называл его «недотёпой» (англ. Poozer) (Киловог позже перенял эту фразу, но в более мягкой форме). Во время одной из тренировок им пришлось помогать в отражении атаки на группу Фонарей, среди которых был Синестро, в результате чего Эрми смертельно был ранен, и сказал, что высоко ценит способности Киловога и видит в нём задатки великого лидера. Позже он получил для охраны сектор 674, где находилась его родная планета, часто помогал новичкам, прибывшим в Корпус, проводил инструктаж и давал советы по наилучшему использованию колец силы. Киловог был первым тренером молодого Хэла Джордана, когда тот получил кольцо от умирающего Абин Сура и впоследствии получил для охраны сектор 2814. Киловог и его новички помогли Стражам Вселенной в столкновении с убийцей Абин Сура, суперзлодеем по имени Легион. Был убит Хэлом Джорданом, когда он обезумел.

## Силы и способности
Как все Зелёные Фонари, Киловог обладает кольцом силы и может управлять его энергией посредством силы воли и концентрации, что даёт ему способность создавать любые доступные воображению вещи. Киловог показывал умение создавать сложные конструкции при помощи своего кольца. Не любит использовать «гигантскую боксерскую перчатку» — боевой элемент, который часто использует Хэл Джордан.
В дополнение к кольцу, Киловог обладает природной суперсилой, долголетием, а также мощным интеллектом, который во многом превосходит его партнёров по Корпусу. В эпизоде «Mind Control» Киловог при помощи всех этих способностей смог на равных противостоять Супермену.

## Вне комиксов

### Телевидение
- Киловог фигурировал в нескольких эпизодох мультсериала «Лига Справедливости», где был озвучен актёром Дэннисом Хэйсбертом, и в одном эпизоде мультсериала «Лига Справедливости без границ».
- Появился в мультсериале «Дак Доджерс» в эпизоде «The Green Loontern» и был озвучен Джоном Диманджио.
- В эпизодических ролях в двух эпизодах мультсериала «Бэтмен: отважный и смелый»: «Day of the Dark Knight» и «The Eyes of Despero», где был озвучен актёром Дидрихом Бэдером.
- Как один из главных героев в мультсериале «Зелёный фонарь», которого озвучивал Кевин Майкл Ричардсон[3].

### Кино

Киловог и Хэл Джордан в фильме «Зелёный Фонарь»

- В полнометражном мультфильме «Зелёный Фонарь: Первый полёт», Киловога озвучил актёр Майкл Мэдсен. По сюжету, Киловог сначала не доверяет Хэлу Джордану и даже требует отказаться от кольца, которое дал ему Абин Сур, но позже был расстроен, когда Стражи назначили в качестве тренера Джордана Синестро, а не его[4].
- В анимационной антологии «Зелёный Фонарь: Изумрудные рыцари» Киловога озвучил Генри Роллинз. В фильме показана история его обучения и получение должности тренера новобранцев Корпуса.
- Киловог появился в полнометражном фильме режиссёра Мартина Кэмпбела «Зелёный Фонарь», релиз которого состоялся 17 июня 2011 года. Озвучил Киловога Майкл Кларк Дункан[5][6].